# Poezie lirică
Poezia lirică este o formă de poezie aparținând de genul liric, prin care autorul încearcă să transmită propriile sentimente și starea de spirit. Poetul liric nu relatează întâmplări și nu descrie personaje sau acțiuni, așa cum se întâmplă în poezia epică.